# Iluminant
Iluminant – wzorcowe źródło światła o określonej charakterystyce widmowej zdefiniowane jako zbiór par długości fali promieniowania elektromagnetycznego i odpowiadających im wartości względnych gęstości widmowej mocy. Jako, że iluminant jest zdefiniowany poprzez jego widmową gęstość mocy, fizyczne realizacje i istniejące źródła światła stanowią jedynie przybliżenia ustandaryzowanych iluminantów.
Ustandaryzowane wzorce oświetlenia pozwalają badać, mierzyć i porównywać barwy obiektów niebędących źródłami światła, np. materiałów refleksyjnych.
Stosowane są m.in. następujące standardowe iluminanty:
- A - po raz pierwszy zdefiniowany przez CIE w 1931 r.[1], obecnie zdefiniowany w normie[2] w zakresie 300 - 830 nm, odpowiada typowemu światłu żarowemu z pręcikiem wolframowym, co odpowiada rozkładowi Plancka ciała o temperaturze 2855,496 K, co norma przybliża do ok. 2855,5 K[2]. Iluminant ten powinien być domyślnie stosowany we wszystkich przypadkach używania światła żarowego, o ile nie występują uzasadnione powody stosowania innego iluminanta,
- B - zdefiniowany przez CIE w 1931 r., odpowiada bezpośredniemu oświetleniu słonecznemu o temperaturze barwowej 4874 K,
- C - zdefiniowany przez CIE w 1931 r., odpowiada światłu dziennemu, skorelowana temperatura barwowa to 6774 K,
- D - seria iluminantów zdefiniowanych w 1964 r. na podstawie licznych pomiarów światła dziennego, stanowi przybliżenie światła dziennego, uwzględniając oświetlenie przez tarczę słoneczną oraz światło rozproszone w niebie,
  - D65 - zdefiniowany w aneksie B do normy ISO/CIE 11664-2[2], iluminant o widmie zbliżonym do uśrednionego światła dziennego, jego nominalna temperatura barwowa to 6500 K, a rzeczywista skorelowana temperatura barwowa to ok. 6504 K, domyślny iluminant wielu systemów oraz standardowy iluminant różnych przestrzeni barwnych, np. sRGB, Adobe RGB (1998) i innych,[3]
  - D50 - iluminant o nominalnej temperaturze barwowej 5000 K,
  - D55 - skorelowana temperaturua barwowa to 5504 K,
  - D75 - skorelowana temperatura barwowa to 7504 K.
- F11 - emituje światło fluorescencyjne,

Zjawiskiem związanym z iluminantami jest metameryzm.